# Westpoort (Aardenburg)

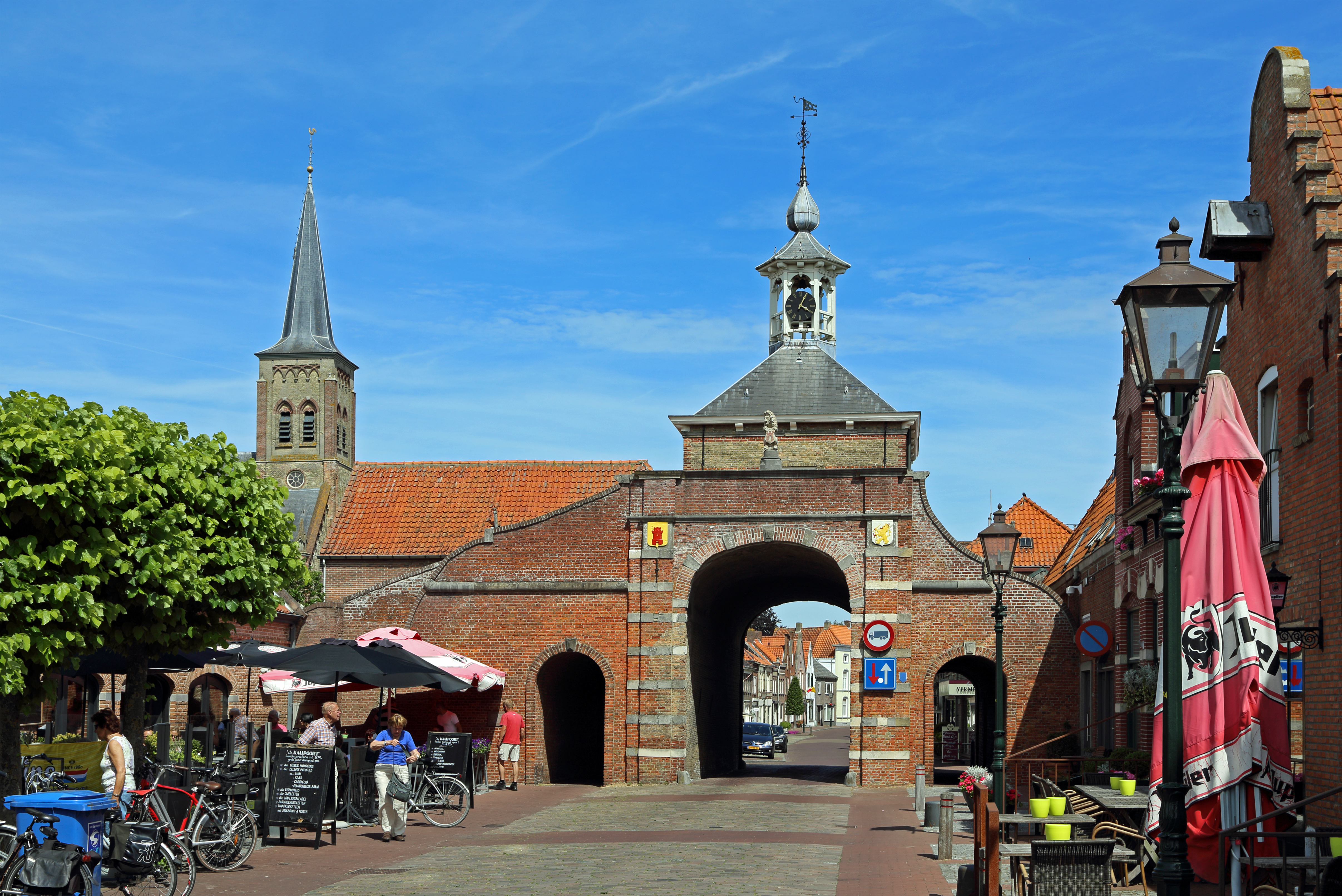
De Westpoort

De Westpoort of Kaaipoort is de enige nog intacte stadspoort van de Zeeuws-Vlaamse stad Aardenburg. De poort werd gebouwd in 1650 en wordt Kaaipoort genoemd omdat ze vroeger op de haven uitkwam. Deze haven werd in 1813 gedempt. De onderdoorgangen voor de voetgangers zijn gemaakt in 1925. De Westpoort is laag, aangezien ze oorspronkelijk in de wal was ingebouwd en daar niet boven uit kwam. Aan beide kanten van de hoofddoorgang bevinden zich de wapens van Aardenburg en de Republiek. Boven de doorgang staat een stenen leeuw met het wapenschild van Aardenburg. 